# Pikmin 2
Pikmin 2 (Japans: ピクミン2) is een strategiespel gemaakt voor de Nintendo GameCube. Het is het vervolg op de originele Pikmin.
Het spel kwam uit in Japan op 29 april 2004, in Noord-Amerika op 30 augustus 2004 en in Europa op 8 oktober 2004.
In 2009 verscheen er een remake van het spel voor de Wii: New Play Control! Pikmin 2. Naast de besturing is er niet veel veranderd.

## Verhaal
Kapitein Olimar is eindelijk terug van zijn mislukte vakantie. Tijdens deze vakantie werd zijn ruimteschip geraakt door een planetoïde. Zijn schip crashte toen op de planeet van de Pikmin. Met hulp van deze Pikmin kon hij zijn ruimteschip herstellen en terugkeren naar de planeet Hocotate.
Wanneer hij is teruggekeerd, ontdekt hij dat het bedrijf waarvoor hij werkt, Hocotate Freight, bijna failliet is. Een andere werknemer, genaamd Louie, moest een lading golden PikPik Carrots leveren, maar zijn schip werd aangevallen door een ruimtekonijn. De President van Hocotate Freight zag geen oplossing en besloot Olimars schip, de Dolphin, te verkopen. Daarnaast moet het bedrijf een som van 10.000 Poko's betalen. Olimar schrikt en laat geschokt een souvenir vallen dat hij meebracht voor zijn kinderen van de Pikmin planeet. Opeens slaan de sensoren van de raket van Louie op hol. De raket zuigt het souvenir, een kroonkurk, op en berekent de waarde ervan. De kroonkurk is blijkt maar liefst 100 Poko's waard te zijn. De President twijfelt geen seconde en stuurt Olimar samen met Louie meteen terug naar de Pikmin planeet om schatten te verzamelen. Dit is het begin van een grootse schattenjacht met als inzet Hocotate Freight.

## Achtergrond

### Gameplay
De speler neemt in het spel de rol aan van kapitein Olimar en Louie. Het spel draait vooral om het vinden van verschillende schatten door handig gebruik te maken van de verschillende Pikmin. De speler moet voor elke opdracht zien te bepalen welke kleur Pikmin, en hoeveel van deze kleur, nodig zijn om de opdracht te laten slagen. Naast schatten zoeken moet de speler ook andere taken uitvoeren, zoals vijanden verslaan, bruggen bouwen en obstakels omzeilen.
Qua speelwijze is niet echt veel veranderd ten opzichte van het vorige spel. Het is nog steeds een 3D-strategiespel.
Het spel kent geen tijdlimiet. Wel verstrijken er in het spel duidelijk meerdere dagen. Elke dag in het spel staat gelijk aan ongeveer 15 minuten in werkelijkheid. Aan het eind van elke dag moet de speler al zijn Pikmin verzamelen en ze veilig in de Onion of raket plaatsen. In de grotten zijn er geen dagen. Een speler kan dus een onbeperkte tijd in de grot blijven. 

### De Pikmin
De Pikmin zijn buitenaardse wezentjes die een soort mengeling zijn van een plant en een dier. Ze hebben een smal lichaam, armen, benen, voetjes en handjes, een blad, een knop of een bloem op hun hoofd. Dit geeft aan hoe ver gevorderd ze zijn en Pikmin met een bloemetje zijn ook sneller. De Pikmin komen voor in verschillende kleuren. Iedere kleur heeft zijn eigen sterke en zwakke kanten. De kleuren zijn:
- Rood: Deze Pikmin zijn hittebestendig en ze hebben krachtige aanvallen.
- Geel: Ze hebben extra grote oren en kunnen erg hoog gegooid worden. Bovendien zijn ze bestand tegen elektriciteit.
- Blauw: Ze kunnen, in tegenstelling tot de andere Pikmin, onder water lopen.
- Paars: Deze Pikmin zijn traag, maar tien keer zo sterk als normale Pikmin.
- Wit: Kleine, snelle Pikmin die immuun zijn voor vergif. Daarnaast zijn deze Pikmin giftig en kunnen ze schatten die onder de grond verborgen zijn vinden.
- Bulbmin: Bulborbs die geïnfecteerd zijn door parasitele Pikmin. Ze zijn immuun voor vuur, elektriciteit, water en vergif.

De Pikmin knappen de karweitjes op voor de speler. Ze kunnen vijanden verslaan en gevonden schatten weer naar de raket dragen. Elke vijand vereist een andere vernietigingstactiek. Een gedode vijand zorgt op zijn beurt voor nieuwe Pikminzaadjes wanneer hij naar de Onion wordt gebracht. Rode, gele en blauwe Pikmin komen uit de Onion. Paarse en witte Pikmin kan de speler vinden in grotten en komen uit bepaalde bloemen. De speler kan maximaal 100 Pikmin tegelijk inzetten voor een opdracht.

### Andere game-modes
Naast de singleplayer-mode kent het spel ook een battle mode, waarin men met twee spelers tegen elkaar kan spelen. De ene speler bestuurt Olimar en de ander Louie. Het doel is om vier gele knikkers of de knikker van je tegenstander naar je Onion te brengen. Degene die dat als eerste heeft gedaan, is de winnaar. Daarnaast verlies je het gevecht als je alle Pikmin verliest of als je schademeter op nul komt. De challenge mode is een spelsoort waarin spelers grotten bezoeken, zo veel mogelijk schatten moeten verzamelen en zo weinig mogelijk Pikmin moeten verliezen. De challenge mode kan door een of twee spelers tegelijk worden gespeeld. Als het level voltooid is, verandert het blaadje op het instellingenscherm in een wit bloemetje. Als ook alle Pikmin er veilig doorheen zijn gekomen, is het een paars bloemetje.

## Gebieden
Het spel telt vier gebieden:
- The Valley Of Repose: dit besneeuwde landschap vormt de eerste wereld. Men vindt hier ook de rode Pikmin terug en ontmoet de paarse Pikmin. Er zijn drie grotten in dit gebied: de Emergence Cave, de Subterranean Complex, en de Frontier Cavern. De Valley of Repose dient tevens als introductie.

- Awakening Wood: In deze lentetuin vol bloesems vindt de speler de blauwe Pikmin terug en ontmoet men de witte Pikmin. Deze wereld bevat vier grotten: de Hole of Beasts, de White Flower Garden, de Bulblax Kingdom en de Snagret Hole. De Awakening Woods is eigenlijk de Forest of Hope uit Pikmin 1, maar dan in een ander seizoen.

- Perplexing Pool: Een wereld vol water, en ook vrij groot. Hier vindt men de gele Pikmin terug en ontmoet men de Bulbmin. Er zijn vier grotten: de Citadel of Spiders, de Glutton's Kitchen, de Shower Room en de Submerged Castle. De laatste grot is alleen toegankelijk voor BLAUWE Pikmin en wordt geteisterd door een Waterwraith. De Perplexing Pool is eigenlijk het Distant Spring-level uit het eerste spel.

- The Wistful Wild: In dit gebied is het volop herfst. Deze wereld is enkel beschikbaar wanneer men de volledige som geld heeft terugbetaald. Er zijn drie grotten in dit gebied: de Cavern of Chaos, de Hole of Heroes en de Dream Den waar de speler Louie kan redden.van de final boss De Wistful Wild is eigenlijk de Impact Site en de Final Trial uit Pikmin 1, samengevoegd tot een nieuw level en iets aangepast.

## Trivia
- Het spel is opgenomen in het boek 1001 Video Games You Must Play Before You Die van Tony Mott.